# Tim Howard
Pour les articles homonymes, voir Howard.
Cet article concerne un footballeur américain. Pour le joueur australien de hockey sur gazon, voir Tim Howard (hockey sur gazon).
Tim Howard, né le 6 mars 1979 à North Brunswick dans le New Jersey, est un footballeur international américain qui évolue au poste de gardien de but.
Premier joueur américain à porter le maillot de Manchester United, Howard est atteint de la maladie de Gilles de La Tourette depuis son enfance, syndrome qui ne lui a jamais joué de mauvais tour sur le terrain.
Il participe à la Coupe du monde en 2006, 2010 et 2014 et remporte la Gold Cup 2007 avec la sélection américaine.

## Biographie

### En club
Howard commence sa carrière de joueur de soccer juste après le lycée en jouant aux Imperials du North Jersey (en). Il est alors repéré par les MetroStars de New York à dix-neuf ans et rejoint ainsi la Major League Soccer, d'abord en tant que doublure de Tony Meola puis en tant que titulaire à partir de 2001. Bien qu'évoluant dans un club peu enclin à défendre, Howard s'illustre dans ses buts et remporte le Trophée du gardien de l'année de MLS en 2001 et fait partie du « onze idéal » de la MLS pour les saisons 2001 et 2002.
Manchester United le fait signer en 2003, au départ en tant que troisième gardien derrière Fabien Barthez et Roy Carroll. Les mauvaises performances des deux gardiens mancuniens poussent Alex Ferguson à titulariser Tim Howard. Howard arrête le tir au but décisif contre Arsenal, ce qui permet à son équipe de remporter le Community Shield 2003 (en). Cependant, plus tard dans la saison, Carroll est préféré à Howard à la suite de l'élimination en Ligue des champions. Après une période de repos, Howard reprend sa place de titulaire et joue la finale de la Coupe d'Angleterre 2004, devenant le premier Américain à remporter ce trophée. Howard est l'unique joueur de Manchester United à figurer dans le « onze idéal » de la Premier League à la fin de la saison.
Lors de sa deuxième année à Manchester United, Howard partage le poste de gardien avec Roy Carroll. À la fin de la saison, Howard signe un nouveau contrat qui court jusqu'en 2009. En 2005, Manchester United libère Ricardo et Carroll, les deux gardiens en concurrence avec Howard, mais embauche l'expérimenté Edwin van der Sar. En 2006, Tim signe à Everton, où il devient titulaire indiscutable.
Il contribue au bon parcours d'Everton lors de la saison 2008-2009 où le club de Liverpool se classe cinquième de Premier League et atteint la finale de la Coupe d'Angleterre 2009, perdue 2-1 contre Chelsea. Lors de la demi-finale de cette compétition, Everton affronte Manchester United, l'ancien club de Tim Howard. Le score est nul et vierge après prolongations, et Howard stoppe les tentatives de Rio Ferdinand et de Dimitar Berbatov aux tirs au but et qualifie son équipe pour la finale (4-2 aux tirs au but).
Le 4 janvier 2012, il devient le quatrième gardien de l'histoire de la Premier League à marquer un but, après Peter Schmeichel, Paul Robinson et son compatriote Brad Friedel, à l'occasion d'un match contre Bolton durant laquelle il marque un but de sa propre surface de réparation.
Le 20 mars 2016, il est annoncé que Tim Howard retourne en Major League Soccer en s'engageant pour trois ans et demi aux Rapids du Colorado. Howard quitte donc Everton fin juin après avoir disputé 414 matchs en l'espace de dix ans sous le maillot des Toffees.
En octobre 2019, il met un terme à sa carrière professionnelle après avoir joué 103 matchs avec les Rapids du Colorado.
Il annonce sortir de cette retraite début mars 2020, renfilant les gants pour le club dont il est copropriétaire, le Memphis 901 FC.

### En sélection nationale
Le sélectionneur des États-Unis retient Tim Howard pour disputer la Coupe des confédérations 2009 en Afrique du Sud. Il est titulaire lors de la compétition. Après deux défaites initiales (1-3 contre l'Italie et 0-3 contre le Brésil), les États-Unis battent l'Égypte 3-0 et se qualifient in-extremis pour les demi-finales. Les États-Unis affrontent en demi-finale l'Espagne, alors première au classement FIFA et qui reste sur une série de quinze victoires consécutives et trente-trois matches sans défaite. Les États-Unis s'imposent 2-0 grâce notamment à Tim Howard, auteur d'une très bonne performance. En finale, les États-Unis retrouvent le Brésil. Alors qu'ils mènent 2-0 à la mi-temps, les États-Unis s'inclinent finalement 3 buts à 2. Tim Howard est élu meilleur gardien de la compétition.
Lors de la Coupe du monde 2014, il s'illustre lors du match contre la Belgique en huitièmes de finale avec seize arrêts au cours du match, un record en Coupe du monde depuis 1966. Les Américains s'inclinent cependant sur le score de 2-1 après la prolongation.

### Autres activités
En septembre 2018, Tim Howard devient copropriétaire du Dagenham & Redbridge FC, qui évolue alors en D5 anglaise. La même année, le gardien de but américain acquiert des parts du Memphis 901 FC, nouveau club basé à Memphis qui intègre le USL Championship en 2019. Après avoir annoncé sa retraite sportive en octobre 2019, il devient ambassadeur de l'Everton FC aux États-Unis.

## Statistiques
| Saison                | Club                  | Championnat           | Championnat | Championnat | Coupe nationale | Coupe nationale | Coupe de la Ligue | Coupe de la Ligue | Supercoupe | Supercoupe | Compétition(s) continentale(s) | Compétition(s) continentale(s) | Compétition(s) continentale(s) | Séries | Séries | Total | Total |
| Saison                | Club                  | Division              | M.          | B.          | M.              | B.              | M.                | B.                | M.         | B.         | Comp.                          | M.                             | B.                             | M.     | B.     | M.    | B.    |
| 1998                  | MetroStars            | MLS                   | 1           | 0           | -               | -               | -                 | -                 | -          | -          | -                              | -                              | -                              | -      | -      | 1     | 0     |
| 1999                  | MetroStars            | MLS                   | 9           | 0           | -               | -               | -                 | -                 | -          | -          | -                              | -                              | -                              | -      | -      | 9     | 0     |
| 2000                  | MetroStars            | MLS                   | 9           | 0           | 3               | 0               | -                 | -                 | -          | -          | -                              | -                              | -                              | -      | -      | 12    | 0     |
| 2001                  | MetroStars            | MLS                   | 26          | 0           | 1               | 0               | -                 | -                 | -          | -          | CM                             | 4                              | 0                              | 3      | 0      | 34    | 0     |
| 2002                  | MetroStars            | MLS                   | 27          | 0           | 1               | 0               | -                 | -                 | -          | -          | -                              | -                              | -                              | -      | -      | 28    | 0     |
| 2003                  | MetroStars            | MLS                   | 13          | 0           | -               | -               | -                 | -                 | -          | -          | -                              | -                              | -                              | -      | -      | 13    | 0     |
| Sous-total            | Sous-total            | Sous-total            | 85          | 0           | 5               | 0               | -                 | -                 | -          | -          | -                              | 4                              | 0                              | 3      | 0      | 97    | 0     |
| 2003-2004             | Manchester United     | Premier League        | 32          | 0           | 4               | 0               | -                 | -                 | 1          | 0          | C1                             | 7                              | 0                              | -      | -      | 44    | 0     |
| 2004-2005             | Manchester United     | Premier League        | 12          | 0           | 4               | 0               | 5                 | 0                 | 1          | 0          | C1                             | 5                              | 0                              | -      | -      | 27    | 0     |
| 2005-2006             | Manchester United     | Premier League        | 1           | 0           | 2               | 0               | 3                 | 0                 | -          | -          | C1                             | -                              | -                              | -      | -      | 6     | 0     |
| Sous-total            | Sous-total            | Sous-total            | 45          | 0           | 10              | -               | 8                 | 0                 | 2          | 0          | -                              | 12                             | 0                              | -      | -      | 77    | 0     |
| 2006-2007             | Everton FC (prêt)     | Premier League        | 36          | 0           | 1               | 0               | 1                 | 0                 | -          | -          | -                              | -                              | -                              | -      | -      | 38    | 0     |
| 2007-2008             | Everton FC            | Premier League        | 36          | 0           | -               | -               | 3                 | 0                 | -          | -          | C3                             | 8                              | 0                              | -      | -      | 47    | 0     |
| 2008-2009             | Everton FC            | Premier League        | 38          | 0           | 7               | 0               | 1                 | 0                 | -          | -          | C3                             | 2                              | 0                              | -      | -      | 48    | 0     |
| 2009-2010             | Everton FC            | Premier League        | 38          | 0           | 2               | 0               | 2                 | 0                 | -          | -          | C3                             | 9                              | 0                              | -      | -      | 51    | 0     |
| 2010-2011             | Everton FC            | Premier League        | 38          | 0           | 4               | 0               | -                 | -                 | -          | -          | -                              | -                              | -                              | -      | -      | 42    | 0     |
| 2011-2012             | Everton FC            | Premier League        | 38          | 1           | 6               | 0               | -                 | -                 | -          | -          | -                              | -                              | -                              | -      | -      | 44    | 1     |
| 2012-2013             | Everton FC            | Premier League        | 36          | 0           | 4               | 0               | -                 | -                 | -          | -          | -                              | -                              | -                              | -      | -      | 40    | 0     |
| 2013-2014             | Everton FC            | Premier League        | 37          | 0           | -               | -               | -                 | -                 | -          | -          | -                              | -                              | -                              | -      | -      | 37    | 0     |
| 2014-2015             | Everton FC            | Premier League        | 32          | 0           | -               | -               | 1                 | 0                 | -          | -          | C3                             | 9                              | 0                              | -      | -      | 42    | 0     |
| 2015-2016             | Everton FC            | Premier League        | 25          | 0           | -               | -               | -                 | -                 | -          | -          | -                              | -                              | -                              | -      | -      | 25    | 0     |
| Sous-total            | Sous-total            | Sous-total            | 354         | 1           | 24              | 0               | 8                 | 0                 | -          | -          | -                              | 28                             | 0                              | -      | -      | 414   | 1     |
| 2016                  | Rapids du Colorado    | MLS                   | 17          | 0           | -               | -               | -                 | -                 | -          | -          | -                              | -                              | -                              | 2      | 0      | 19    | 0     |
| 2017                  | Rapids du Colorado    | MLS                   | 25          | 0           | -               | -               | -                 | -                 | -          | -          | -                              | -                              | -                              | -      | -      | 25    | 0     |
| 2018                  | Rapids du Colorado    | MLS                   | 33          | 0           | -               | -               | -                 | -                 | -          | -          | LCC                            | 1                              | 0                              | -      | -      | 34    | 0     |
| 2019                  | Rapids du Colorado    | MLS                   | 25          | 0           | -               | -               | -                 | -                 | -          | -          | -                              | -                              | -                              | -      | -      | 25    | 0     |
| Sous-total            | Sous-total            | Sous-total            | 100         | 0           | -               | -               | -                 | -                 | -          | -          | -                              | 1                              | 0                              | 2      | 0      | 103   | 0     |
| 2020                  | Memphis 901           | USL Championship      | 6           | 0           | -               | -               | -                 | -                 | -          | -          | -                              | -                              | -                              | -      | -      | 6     | 0     |
| Total sur la carrière | Total sur la carrière | Total sur la carrière | 590         | 1           | 39              | 0               | 16                | 0                 | 2          | 0          | -                              | 45                             | 0                              | 5      | 0      | 697   | 1     |

### En sélection
| Équipe des États-Unis | Équipe des États-Unis | Équipe des États-Unis |
| Année                 | Match                 | Buts                  |
| --------------------- | --------------------- | --------------------- |
| 2002                  | 2                     | 0                     |
| 2003                  | 7                     | 0                     |
| 2004                  | 3                     | 0                     |
| 2005                  | 2                     | 0                     |
| 2006                  | 2                     | 0                     |
| 2007                  | 10                    | 0                     |
| 2008                  | 9                     | 0                     |
| 2009                  | 13                    | 0                     |
| 2010                  | 9                     | 0                     |
| 2011                  | 15                    | 0                     |
| 2012                  | 12                    | 0                     |
| 2013                  | 5                     | 0                     |
| 2014                  | 15                    | 0                     |
| 2015                  | 2                     | 0                     |
| 2016                  | 5                     | 0                     |
| 2017                  | 10                    | 0                     |
| Total                 | 121                   | 0                     |

## Palmarès

### En club
Tim Howard remporte son premier titre avec les MetroStars de New York en étant vainqueur de la Conférence Est de MLS en 2000.
Parti ensuite à Manchester United, il remporte le Community Shield en 2003 et la Coupe d'Angleterre en 2004.
Il est également finaliste de la Coupe d'Angleterre en 2009 avec Everton.

### En sélection
Howard remporte la Gold Cup en 2007 et 2017 avec les États-Unis. Il est également finaliste de la Gold Cup 2011 et de la Coupe des confédérations 2009.

### Distinctions individuelles
- MLS Humanitarian of the Year en 2001
- Gardien de l'année de MLS en 2001
- Membre de l'équipe-type de l'année de MLS en 2001 et 2002
- Membre de l'équipe-type de la saison de Premier League en 2004
- Footballeur américain de l'année en 2008
- Meilleur gardien de la Coupe des confédérations en 2009
- Meilleur joueur du Match des étoiles de la MLS en 2009
- Récompensé du titre de meilleur arrêt de la Gold Cup en 2011
- Gardien de l'année de la zone CONCACAF en 2013.